# Силове поле (фізика)
Силовé пóле у фізиці — це векторне поле в просторі, в кожній точці якого на пробне тіло  діє певна, визначена за величиною та напрямком сила.
Якщо сила, яка діє на пробне тіло, залежить тільки від положення цього тіла у просторі (координат x, y, z), то таке поле називається стаціонарним, а якщо ще сила залежить і від часу t, то силове поле називається нестаціонарним.
Якщо сила, яка діє на пробне тіло, має у всіх точках силового поля одне і те ж значення, таке  поле називається  однорідним.

## Потенціальні силові поля
Якщо робота сил поля, які діють на пробне тіло, що переміщається в ньому, не залежить від траєкторії тіла, і визначається лише його початковим та кінцевим положенням, то таке поле є потенціальним.
Для нього можна ввести поняття потенціальної енергії тіла — деякої функції від координат тіла, такої, що різниця її значень в точках 1 і 2 дорівнює роботі, яка здійснюється полем при переміщенні тіла з точки 1 в точку 2.
Сила в потенціальному полі виражається через потенціальну енергію як її градієнт:
{\displaystyle \mathbf {F} =-\mathrm {grad} \ U.}
Приклади потенціальних силових полів:
- Ньютонове поле тяжіння. Для поля матеріальної точки:
{\displaystyle \mathbf {g} (\mathbf {r} )=-G{\frac {M}{r^{3}}}\mathbf {r} }
{\displaystyle U(\mathbf {r} )=-G{\frac {M}{r}}}
де {\displaystyle \mathbf {g} } — напруженість поля (прискорення вільного падіння), {\displaystyle U} — потенціальна енергія, {\displaystyle M} — маса матеріальної точки, {\displaystyle \mathbf {r} } — радіус-вектор, проведений від матеріальної точки в точку спостереження, {\displaystyle G} — гравітаційна стала.
- Електростатичне поле.
- Поле пружних деформацій.